# Гергерское водохранилище
Гергерское водохранилище (арм. Հերհերի ջրամբար) — водохранилище, расположенное в Армении, в Вайоцдзорской области, ниже села Гергер, на высоте 1430 метров над уровнем моря. Объём воды — 0,026 км³, построено на реке Гергер. На правой стороне водохранилища расположен вулкан Дар-Алагес.